# Équipe chrétienne-démocrate de l'État espagnol
L'Équipe de la démocratie chrétienne espagnol(en espagnol : Equipo de la Democracia Cristiana Española, abrégé en EDC) rebaptisée plus tard Équipe chrétienne-démocrate de l'État espagnol(en espagnol : Equipo Demócrata Cristiano del Estado Español) est une coalition espagnole de partis démocrate chrétiens qui milite contre la dictature franquiste.

## Historique
L' Equipo est constituée à Taormine (Italie) lors du XVIIe Congrès européen des partis démocrates-chrétiens qui c'est tenu du 9 au 12 décembre 1965. La création de l'Équipe était une demande de l'instance rassemblant les partis démocrates-chrétiens européens, qui n'envisage que d'un parti affilié par pays. Les premiers membres de l'équipo étaient Izquierda Democrática (es), l'EAJ-PNV et l'Union démocratique de Catalogne.
Peu de temps après, la social-démocratie chrétienne, dirigée par José María Gil-Robles, adhère, non sans les réticences des nationalistes basques et catalans.
Au début, l' Equipo, n'était que d'un forum de discussion. Ce n'est qu'en mars 1973 que se tinrent à l'abbaye de Montserrat la première réunion constitutif, au cours desquels un programme fédéraliste fut défini. Peu de temps après, l'Union démocratique du Pays valencien il a rejoint l'Equipo.
l'Equipo n'a jamais développé une action politique unitaire, chacun des partis, en particulier les nationalistes basques et catalans, agissant de manière indépendante. En 1976, le Parti populaire de Galice est créé, comprenant des militants galiciens de la gauche démocratique, qui participent aux activités de l'Equipo mais sans y adhérer. En 1977, l'Izquierda Democrática (es) et la Fédération Populaire Démocratique s'unissent pour créer la Fédération de la démocratie chrétienne (es).

### Référence
1. ↑  « La importante reunión de Bruselas en junio de 1965 », 27 de junio de 2015 (consulté le 11 juillet 2016)